# Hajská
Hajská (v letech 1880–2001 Hájská) je malá vesnice, část města Strakonice ve stejnojmenném okrese v Jihočeském kraji. Nachází se asi 3,5 kilometru východně od Strakonic, po pravé straně úvalu řeky Otavy – Strakonické kotliny. Hajská je také název katastrálního území o rozloze 1,86 km².

## Historie
První písemná zmínka o vesnici pochází z roku 1318.

## Obyvatelstvo
| Rok            | 1869 | 1880 | 1890 | 1900 | 1910 | 1921 | 1930 | 1950 | 1961 | 1970 | 1980 | 1991 | 2001 | 2011 | 2021 |
| -------------- | ---- | ---- | ---- | ---- | ---- | ---- | ---- | ---- | ---- | ---- | ---- | ---- | ---- | ---- | ---- |
| Počet obyvatel | 122  | 130  | 120  | 119  | 114  | 113  | 118  | 105  | 92   | 74   | 54   | 49   | 44   | 49   | 63   |
| Počet domů     | 17   | 20   | 20   | 21   | 23   | 23   | 25   | 29   | 28   | 24   | 24   | 28   | 31   | 30   | 31   |

## Obecní správa
Při sčítání lidu v letech 1850–1960 Hajská byla samostatnou obcí v okrese Strakonice.
V letech 1961–1976 byla částí obce Modlešovice v okrese Strakonice. Od 1. dubna 1976 je částí města Strakonice ve stejnojmenném okrese.

## Pamětihodnosti
- Rýžoviště zlata, archeologické stopy (v lokalitě Za kuchyní asi 300 metrů severozápadně od vesnice). Tyto lidskou činností vzniklé tůně v nivě Otavy, které poskytují útočiště řadě ohrožených druhů rostlin a živočichů, jsou zároveň chráněny i coby přírodní památka Tůně u Hajské.

## Další fotografie

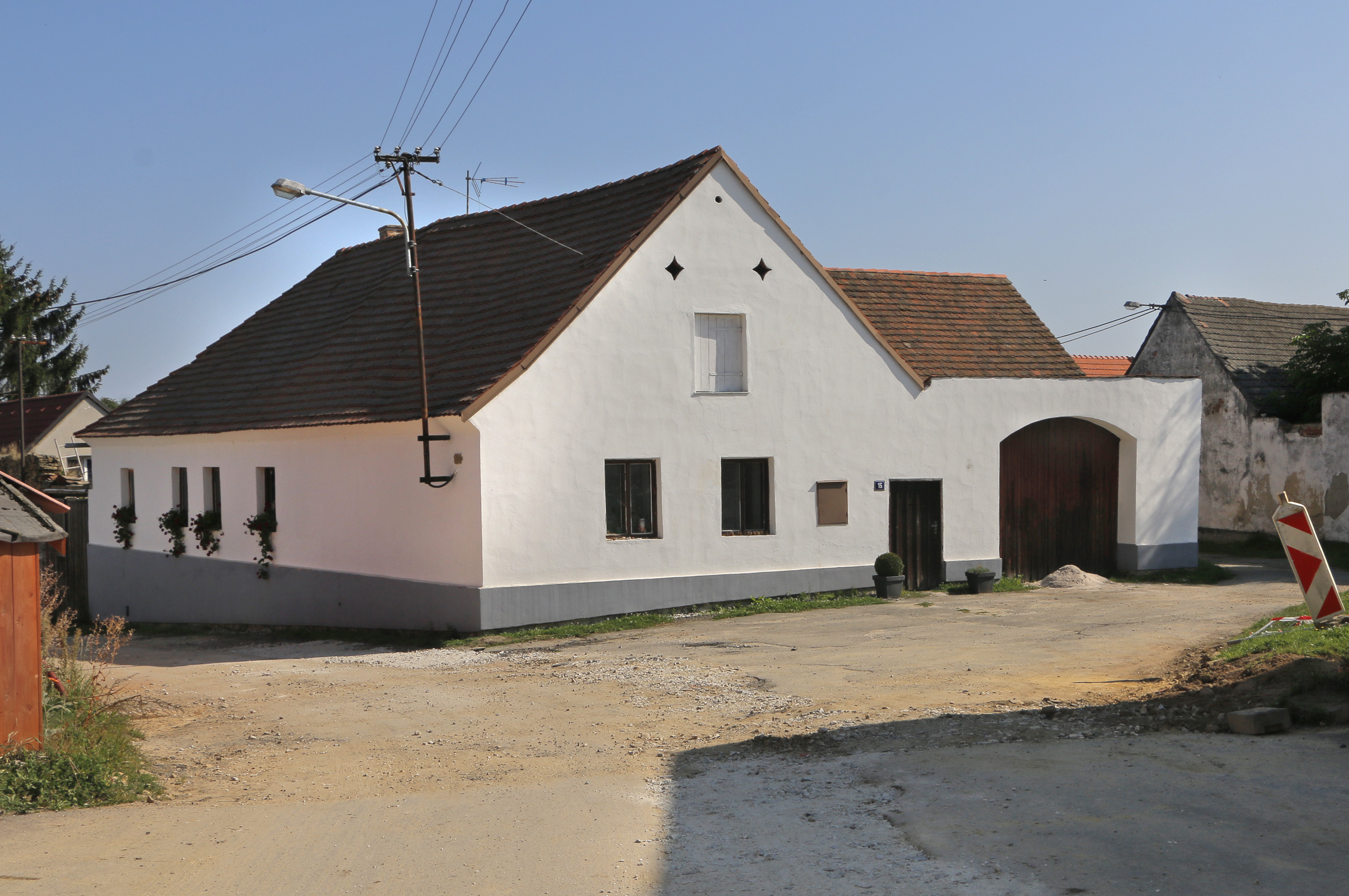
Náves
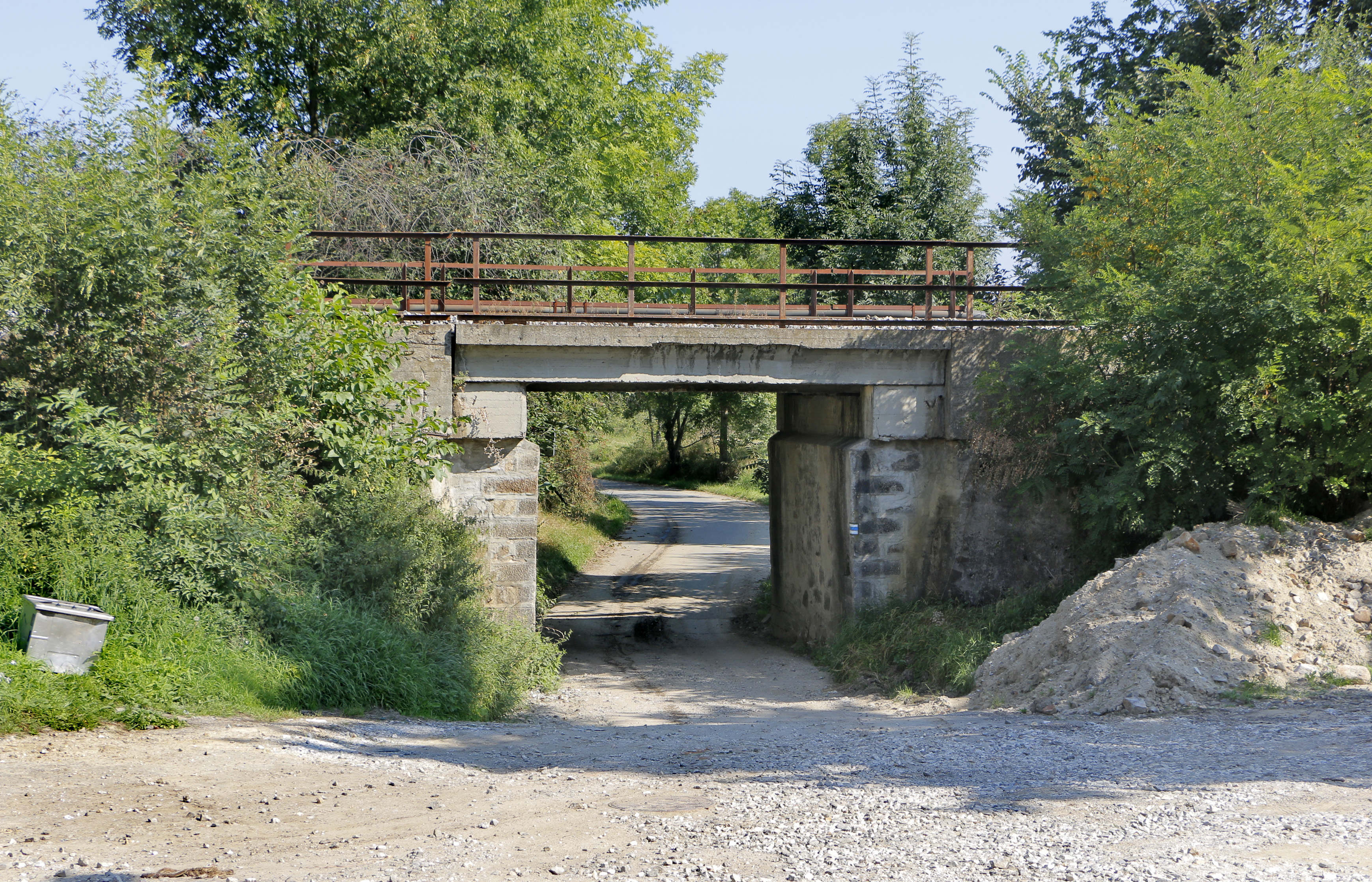
Podjezd pod tratí Plzeň – České Budějovice
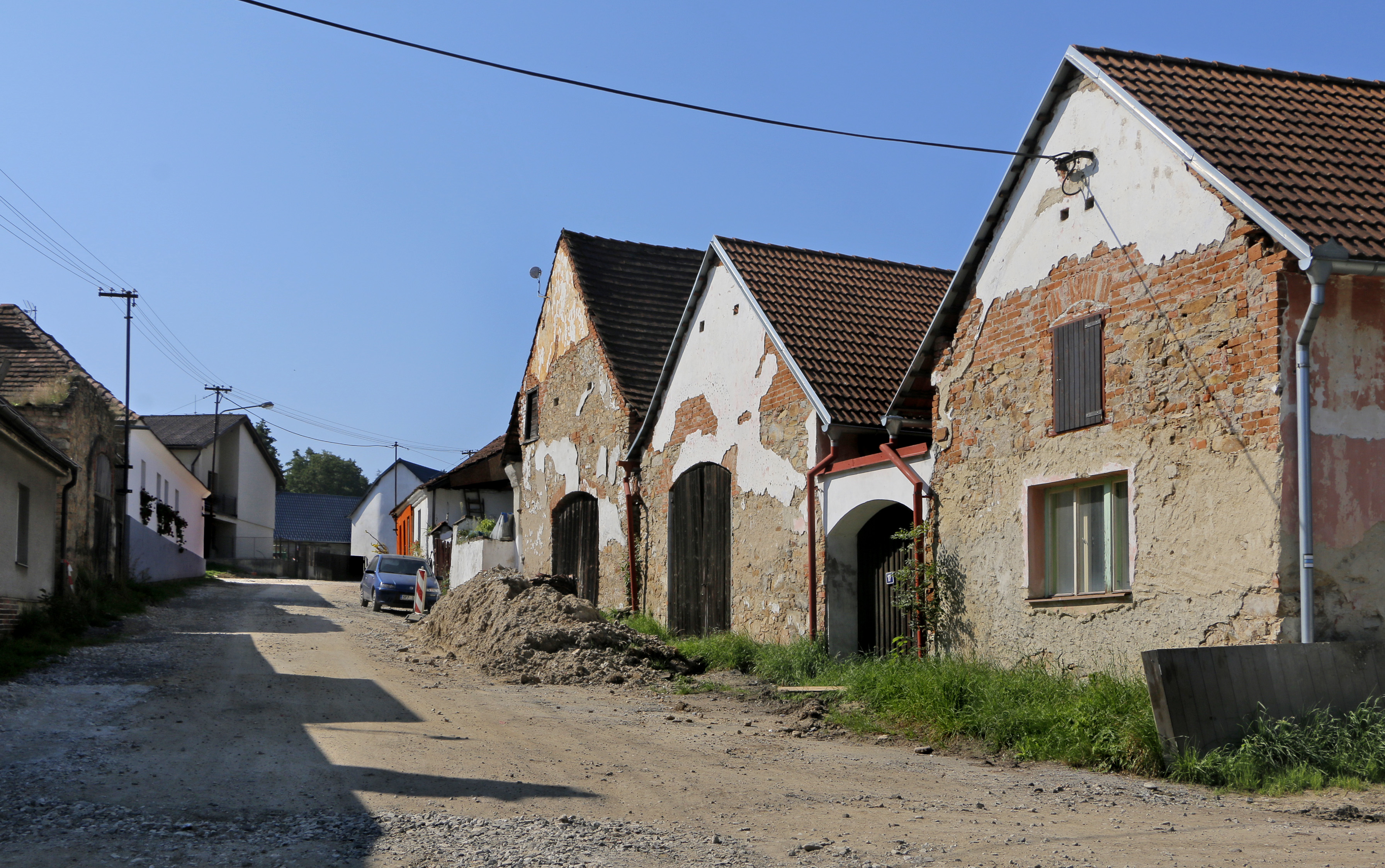
Severní část vesnice